# نيل برايدن
نيل برايدن (بالإنجليزية: Nell Bryden)‏ هي مغنية مؤلفة أمريكية، ولدت في 8 مارس 1977 في بروكلين في الولايات المتحدة.

## وصلات خارجية
- الموقع الرسمي
- نيل برايدن على موقع IMDb (الإنجليزية)
- نيل برايدن على موقع ميوزك برينز (الإنجليزية)
- نيل برايدن على موقع ديسكوغز (الإنجليزية)